# Partido Mesócrata
El Partido Mesócrata fue un partido político de ideología centrista que existió durante la Segunda República española.

## Historia
Fue creado de cara a las elecciones generales de España de 1936 por el ingeniero barcelonés afincado en Jaén José de Acuña y Gómez de la Torre, quien ya se había presentado como independiente, sin éxito, en las elecciones de 1931 y 1933. El partido presentaba su ideología bajo el nombre de "mesocracia", es decir la forma de gobierno en la cual domina la clase media o burguesía. Obtuvo por la circunscripción electoral de Jaén  135.774 votos y un diputado (el propio Acuña), quedando adscrito al "grupo de republicanos de centro".